# 断桥镇
断桥镇，是中华人民共和国贵州省安顺市关岭布依族苗族自治县下辖的一个乡镇级行政单位。
2015年9月29日，贵州省人民政府批复同意关岭自治县部分乡镇行政区划调整，新设置的断桥镇辖原断桥镇、八德乡地域，镇人民政府驻断桥村。

## 行政区划
断桥镇下辖以下地区：
断桥村、普岔村、舟磨村、戈尧村、木城村、板怀村、坝陵村、简桃村、纳建村、坡舟村、上前村、大林村、坡冒村、郎妹村、大树村、上硐村、后寨村、板弄村、法宜村、场坝村、龙头村、田坝村、民族村和纳用村。